# Euxoa cinereopallidus
Euxoa cinereopallidus är en fjärilsart som beskrevs av Smith 1903. Euxoa cinereopallidus ingår i släktet Euxoa och familjen nattflyn. Inga underarter finns listade i Catalogue of Life.